# کلاهبرداری در فارکس
کلاهبرداری در فارکس (انگلیسی: Foreign exchange fraud)هرگونه طرح معاملاتی است که سابقاً به منظور فریب دادن معامله گرها از طریق متقاعد کردن آنها که می‌توانند سودهای بالایی با معامله کردن در بازار فارکس کسب کنند، به کار برده می‌شد. براساس گفته‌های مایکل دان از کمیسیون معاملاتی معاملات آتی کالای ایالات متحده معامله گری ارزها به یک شکل معمول از کلاهبرداری در ابتدای ۲۰۰۸ تبدیل شد.
بازار فارکس در بهترین حالت یک بازی مجموع-صفر است یعنی هرسودی که یک تریدر می‌کند در مقابل دیگری زیان می‌کند. اگرچه کارمزد کارگزاری‌ها و دیگر هزینه‌های انتقال از نتایج همه معامه‌ها کسر می‌گردد؛ که در نهایت یک بازی مجموع منفی است.

## انواع کلاهبرداری فارکس
کلاهبرداری‌ ها ممکن است شامل برگرداندن حساب‌ های مشتری به منظور ایجاد کمیسیون، فروش نرم‌ افزاری باشد که قرار است مشتری را به سمت سود های کلان راهنمایی کند،«حساب‌های مدیریت‌شده» با مدیریت نادرست، تبلیغات نادرست، طرح‌ها و کلاهبرداری آشکار. همچنین به هر کارگزار فارکس خرده‌فروشی اشاره می‌کند که نشان می‌دهد تجارت ارز خارجی یک سرمایه‌گذاری کم ریسک و سود بالا است.

## کلاهبرداری بری مینکو در سال ۱۹۸۶
کلاهبرداری بری مینکو یکی از معروفترین کلاهبرداری‌های فارکس است که در سال ۱۹۸۶ اتفاق افتاد. بری مینکو با تجارتی تحت عنوان قالیشویی وارد بازار شد و اعلام کرد که می‌تواند این کسب و کار را در ابعاد جنرال موتورز گسترش دهد. او برای این ادعای بزرگ بیش از ۲۰۰۰۰ اسناد جعل شده و دست کاری شده و رسیدهای مربوط به فروش را ساخت و این موضوع را به صورت کاملاً پنهانی دور از چشم سرمایه داران پیش برد. او در ادامه این روند و با سندسازی موفق شد شرکت را به ارزشی بیش از ۲۰۰ میلیون دلار در بازار سهام برساند و کل سرمایه خریداران سهام را به کل نابود کرد. او به ۲۵ سال زندان محکوم شد.